# Zikmund Kęstutovič

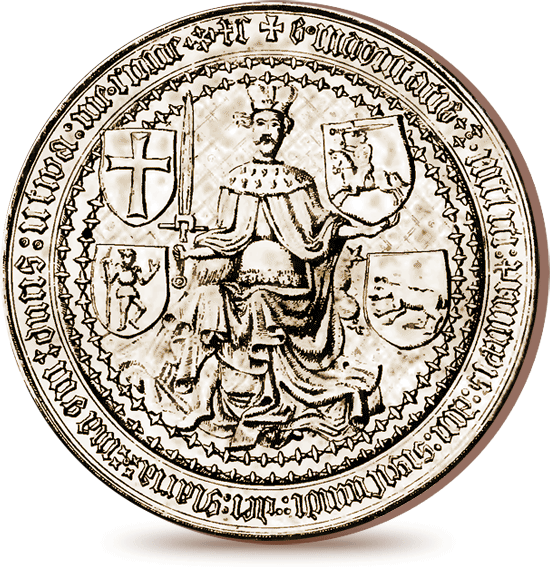
Královská pečeť Zikmund Kęstutoviče

Zikmund Kęstutovič (litevsky Žygimantas Kęstutaitis, polsky Zygmunt Kiejstutowicz; cca 1365? – 20. března 1440 na hradě v Trakai, Litva) byl velkokníže Litvy z dynastie Gediminovců.

## Život

### Do roku 1432
Zikmund Kęstutovič byl nejmladším synem litevského submonarchy Kęstutise a Birutė. Od roku 1382 byl rukojmí Vladislava II. Jagella, v roce 1383 byl pokřtěn a v roce 1384 utekl ke svému staršímu bratrovi Vytautasovi (na hrad Marienburg, Řádem německých rytířů postaveném na soutoku Němenu a Dubysy). V témže 1384 roce se Vytautas udobřil s Jogailou a Zikmund se tedy vrátil do Naugarduku. Vytautas se však později znovu rozkmotřil s Jogailou, protože nedostal slíbené Trakai, začal využívat nespokojenost Litevců s Jogailovou orientací do Polska a začal plánovat obsazení i Vilniusu. Jeho zradu však Jogaila odhalil, Vytautas musel od plánů upustit a spojil se (podruhé) s Řádem německých rytířů (ochranné spojenectví polské královny Hedviky Kališské). Řád Vytautasovi však již méně důvěřoval a tak se Zikmund v roce 1389 spolu s mnoha dalšími Vytautasovými příbuznými stal opět záručním rukojmím Řádu a byl vězněn až do roku 1398, protože jeho bratranec a bratr Vladislava II. Jagella, Skirgaila začal s Řádem německých rytířů opět válčit. Poté ho Vytautas a Vladislav II. Jagello podporovali, ale když Vytautas v roce 1430 zemřel, přidal se na stranu Švitrigaily, bratra Vladislava II. Jagella, který se stal litevským velkoknížetem a usiloval o titul krále a o válku proti Polsku. Proti Švitrigailovi však bylo (s podporou Polska/Jogaily) uspořádán atentát v Ašmeně (Ашмяны). Švitrigaila však stačil prchnout do Polocka.

#### Bitvy
Zúčastnil se roku 1399 bitvy u řeky Vorskly, v roce 1410 bitvy u Grunwaldu a v červenci 1428 tažení proti Velkému Novgorodu.

### 1432–1440
Dne 1. září 1432 se stal Zikmund s polskou podporou velkovévodou Litvy. Švitrigaila se však nevzdal a rozpoutal občanskou válku. Po útěku do Polocka Švitrigaila ovládl knížectví Polocké, Vitebské, Smolenské, Novgorodu Severského, Černigovské a Kyjevské, a tak Zikmundovi zbylo jen vojvodství Podleské, Poleské, Minské a vlastní Litva. Zikmundovi nezbývalo, než se udobřit s Poláky a Jogailou, souhlasit se všemi jejich požadavky, především opět slíbit (jako předtím Vytautas r. 1401), že po jeho smrti Litva připadne Polsku (Jogailovi nebo jeho nástupcům). Zikmund také dne 6. května 1434 vydal privilegium, které zrovnoprávňovalo pravoslavné ruské bojary s katolickou litevskou šlechtou, čímž si je příznivě naklonil.
Zikmund totiž nezbytně potřeboval polskou podporu, proto podobné přísliby (Jogailovi i na jiných místech) udělil ještě několikráte. Švitrigaila mnohokrát útočil proti Zikmundovi, podařilo se mu dostat až k Vilniusu a Trakům, ale v těchto bitvách se mu stále nedařilo získat rozhodují převahu. Proto roku 1435 svolal všechny svoje spojence (Livonský řád mečových bratří, Tatary, ruská knížata...) a uspořádal velké tažení. Ale v bitvě u Pabaiska(Vilkoměře; 1. září 1435) proti Zikmundovým synem Mikulášem vedené litevsko-polské armádě byl na hlavu poražen, zahynul v ní mimo jiné sám mistr livonského řádu Franco Kerskorff, husitský hejtman a bývalý český zemský správce Zikmund Korybutovič a množství ruských knížat. Samotnému Švitrigailovi se podařilo uprchnout do Vitebska a i když shromáždil novou armádu, již se nemohl postavit na odpor. Zanedlouho se Zikmundovi vzdaly Polock, Smolensk, Vitebsk a Novgorod Severský a Švitrigailovi zbyly jen Kyjev, Volyň a Podolí (v roce 1438 byl vytlačen i odsud, po útěku do zahraničí se vrátil až po Zikmundově smrti (1440); opustil kališníky, kteří museli bojovat se Zikmundem Lucemburským. Ani po té se mu opětně nepodařilo získat litevský trůn a zemřel ve Volyni). Po této bitvě se již Livonský řád nevzpamatoval a postupně ztratil vliv.
Jogaila navíc žádal, aby se vzdal Litvy a úděl rozdělil mezi své syny, to se však nestalo. V roce 1440 byl v Trakai zavražděn velmoži, zanechal po sobě syna Michala Boleslava, který zemřel kolem roku 1452, nástupcem se nakonec stal Jagellův syn Kazimír IV. Jagellonský.

## Tituly
- vévoda novogrodecký (1390–1440)
- vévoda starodubský (1406–1440)
- velkokníže litevský (1432/35–1440)[1]

|  |  | vévoda novogrodecký 1390–1440 |

|  |  | vévoda starodubský 1406–1440 |

| Předchůdce: Švitrigaila | Znak z doby nástupu | Velkokníže litevský Zikmund I. 1432/35–1440 | Znak z doby konce vlády | Nástupce: Kazimír IV. Jagellonský |